# Invader (Künstler)

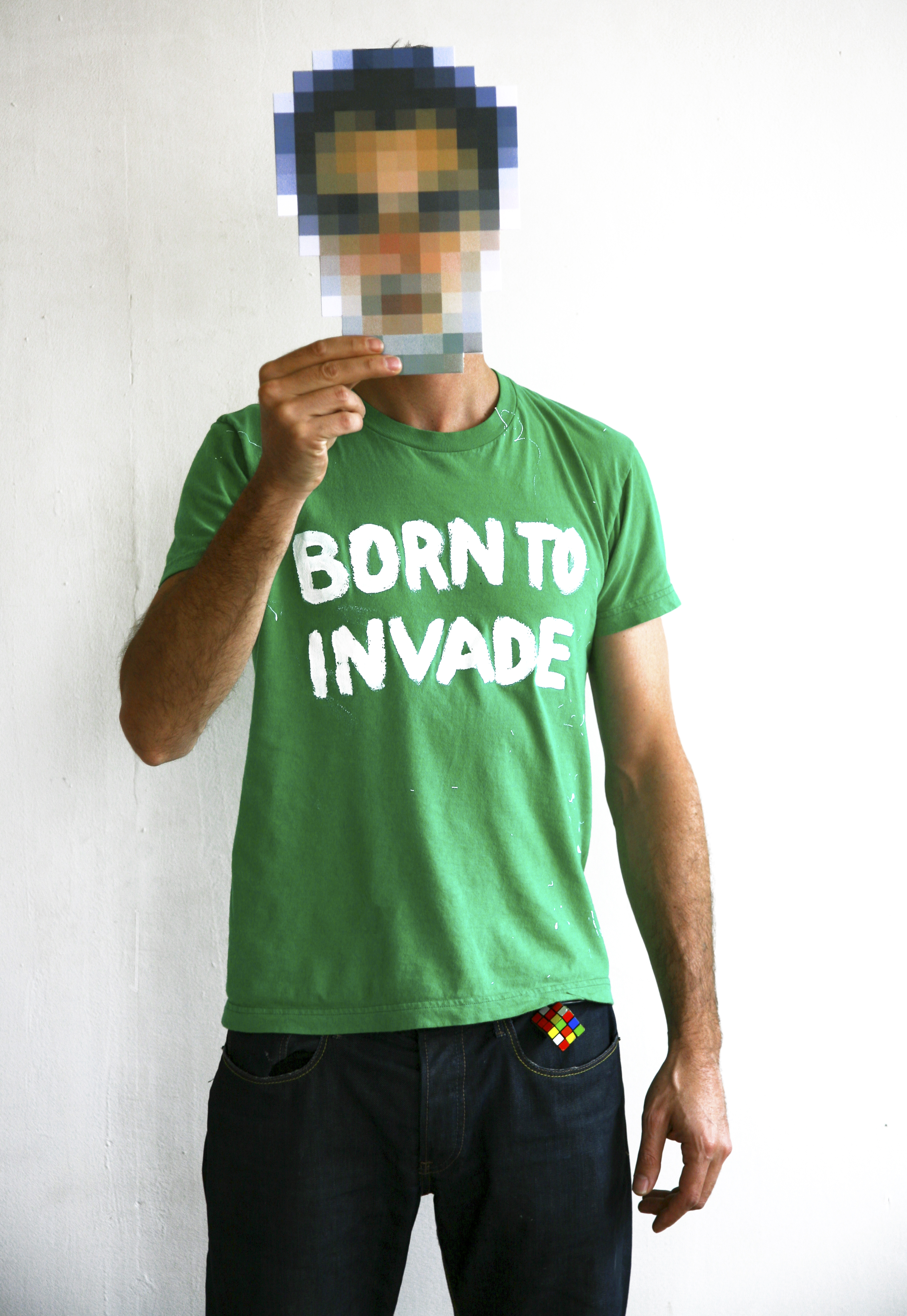
Portrait d'Invader

Invader (* 1969) ist ein französischer Streetart-Künstler. Er hat einen Abschluss der École nationale supérieure des beaux-arts de Paris und der Sorbonne.

## Werk
Invader ist bekannt dafür, dass er Charaktere aus dem Spiel Space Invaders als Mosaikbilder verewigt und diese auf der ganzen Welt aufhängt. Er begann damit im Jahr 1998 in Paris, später folgten weitere französische Großstädte, darunter: Aix-en-Provence, Grenoble, Montpellier, Marseille, Avignon, Rennes, Pau, Bordeaux. Jedoch befestigte er nicht nur in Frankreich diese Mosaikfliesen, sondern in der ganzen Welt: Antwerpen, Bern, London, Tokio, Genf, Rom, Berlin, Wien, Newcastle upon Tyne, Köln, Lausanne, München, Amsterdam, New York City, Los Angeles, San Diego, Bangkok, Basel, Miami Beach, Rabat. Eines seiner Kunstwerke befestigte er am Hollywood Sign.
Im Film Exit Through the Gift Shop spielt er eine Rolle, gemeinsam mit seinem Cousin Thierry Guetta.

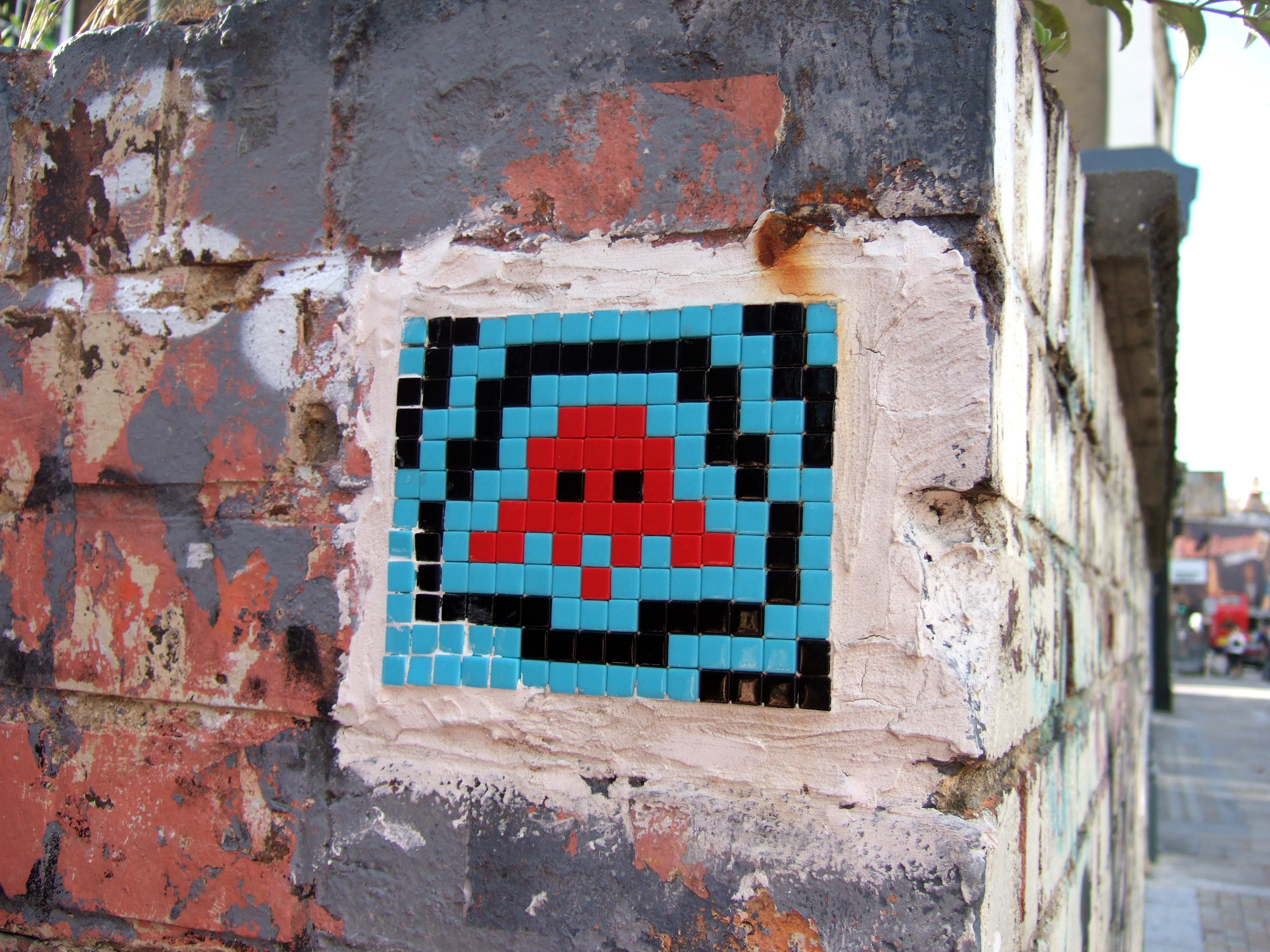
Space-Invader in Shoreditch
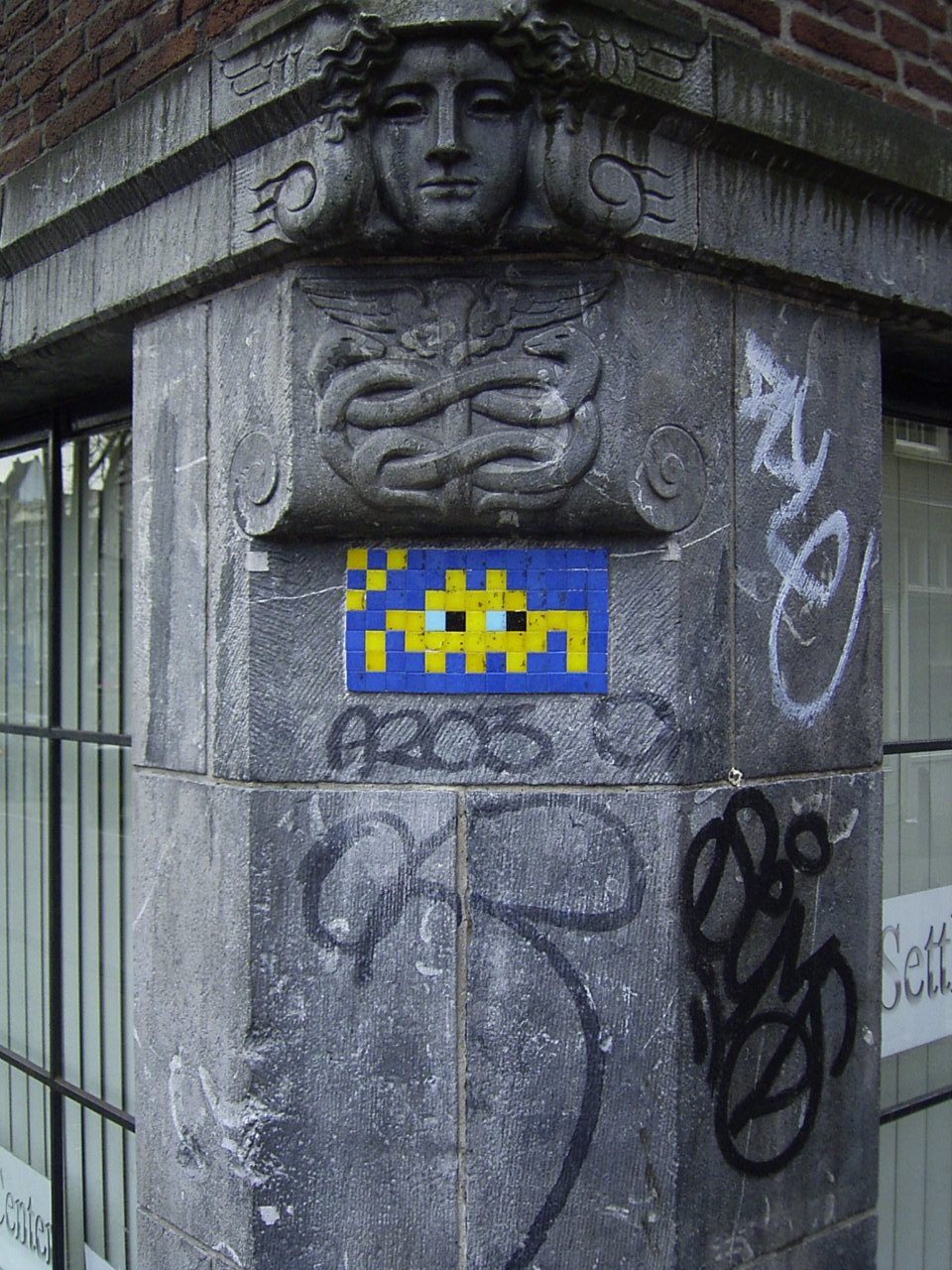
Amsterdam
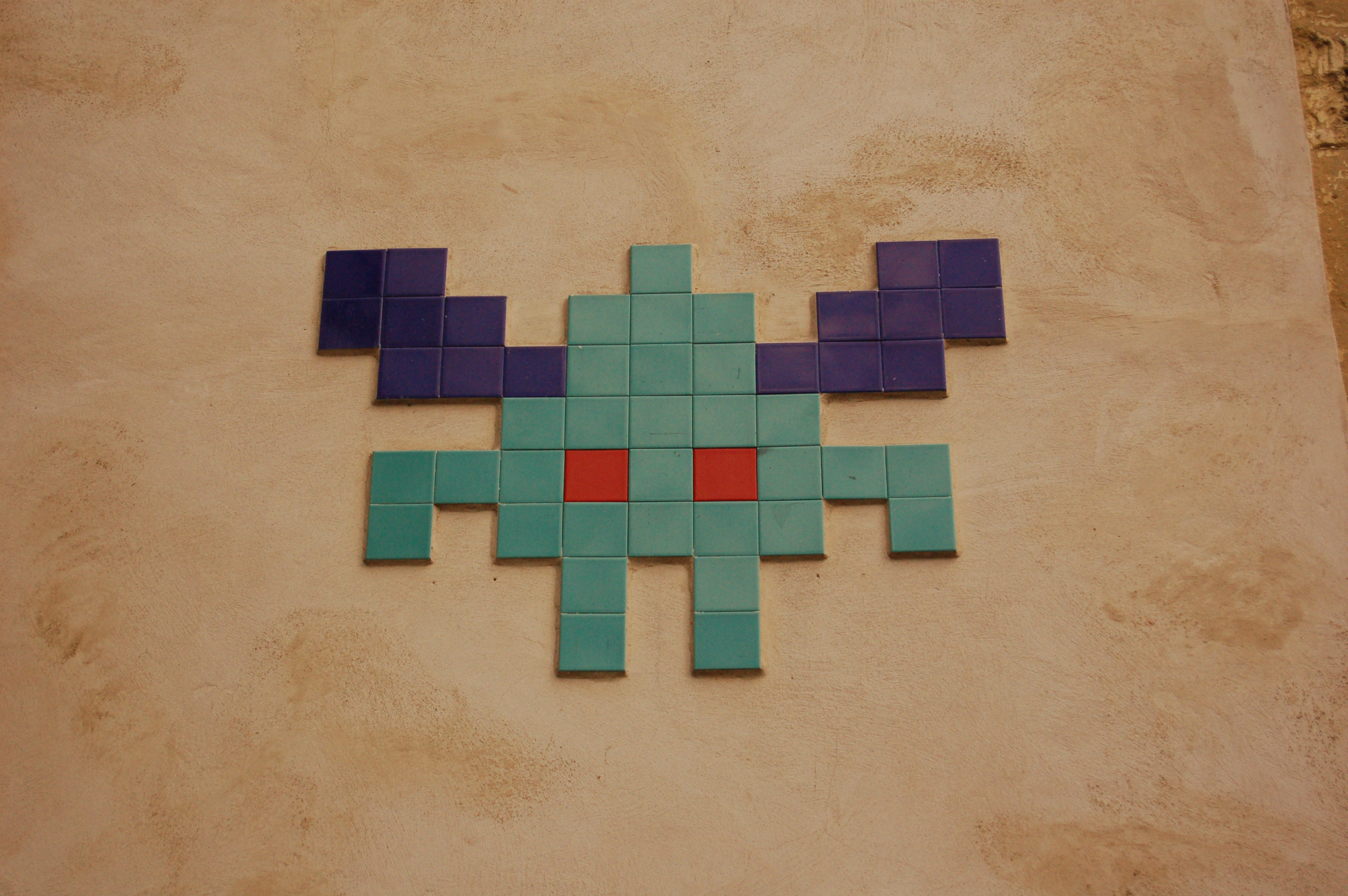
Paris
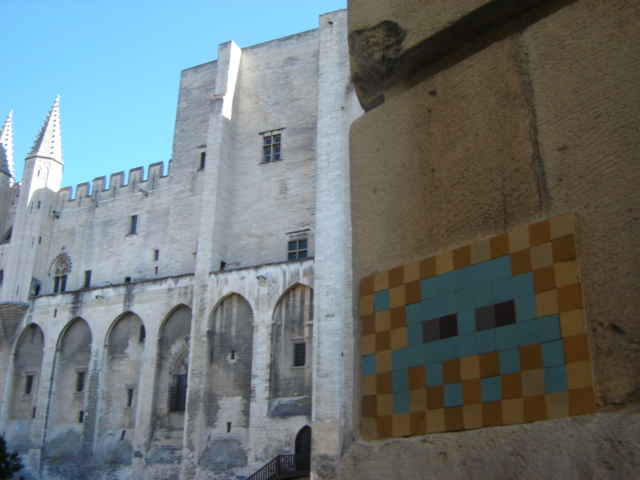
Avignon
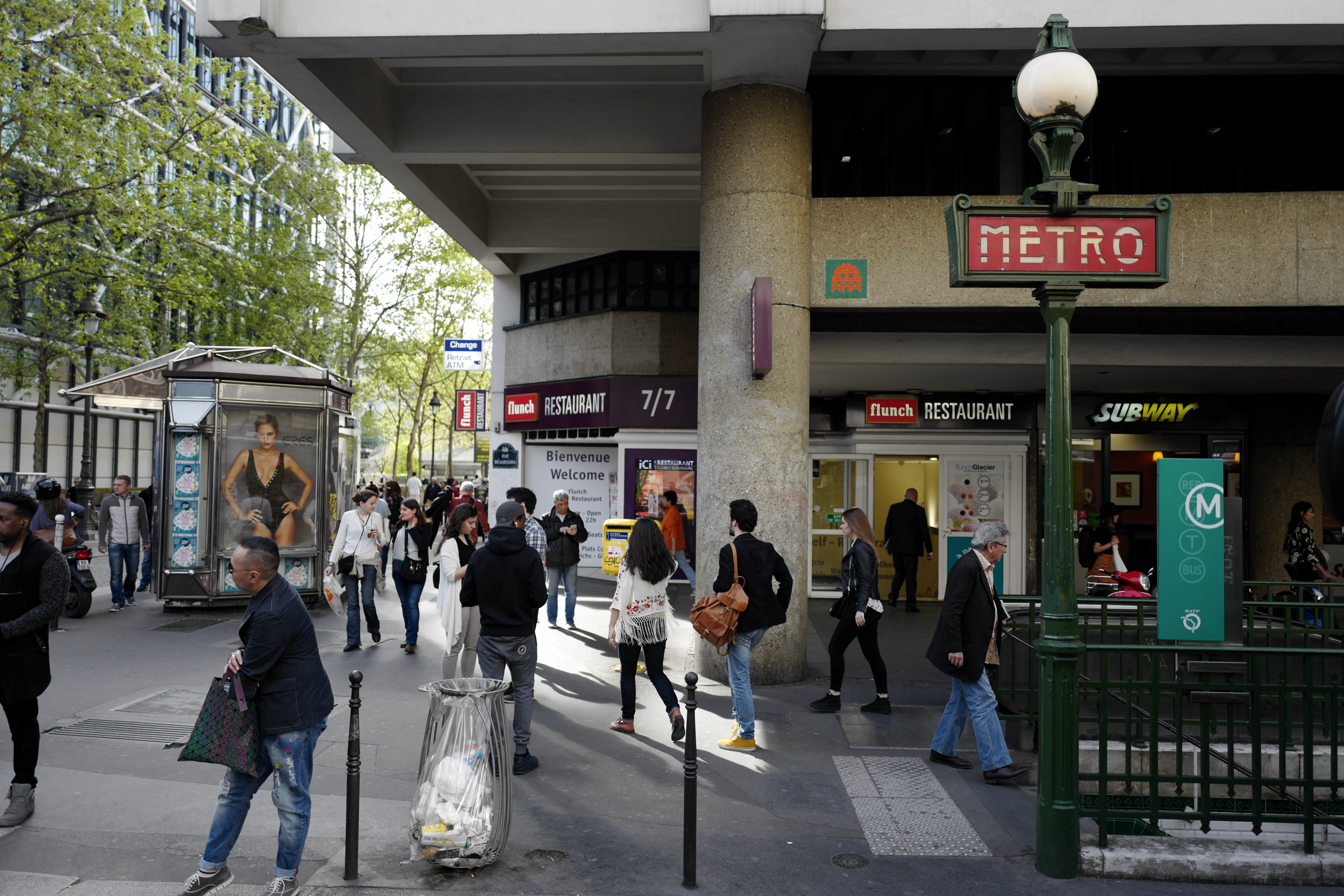
Paris, direkt am Centre Georges Pompidou
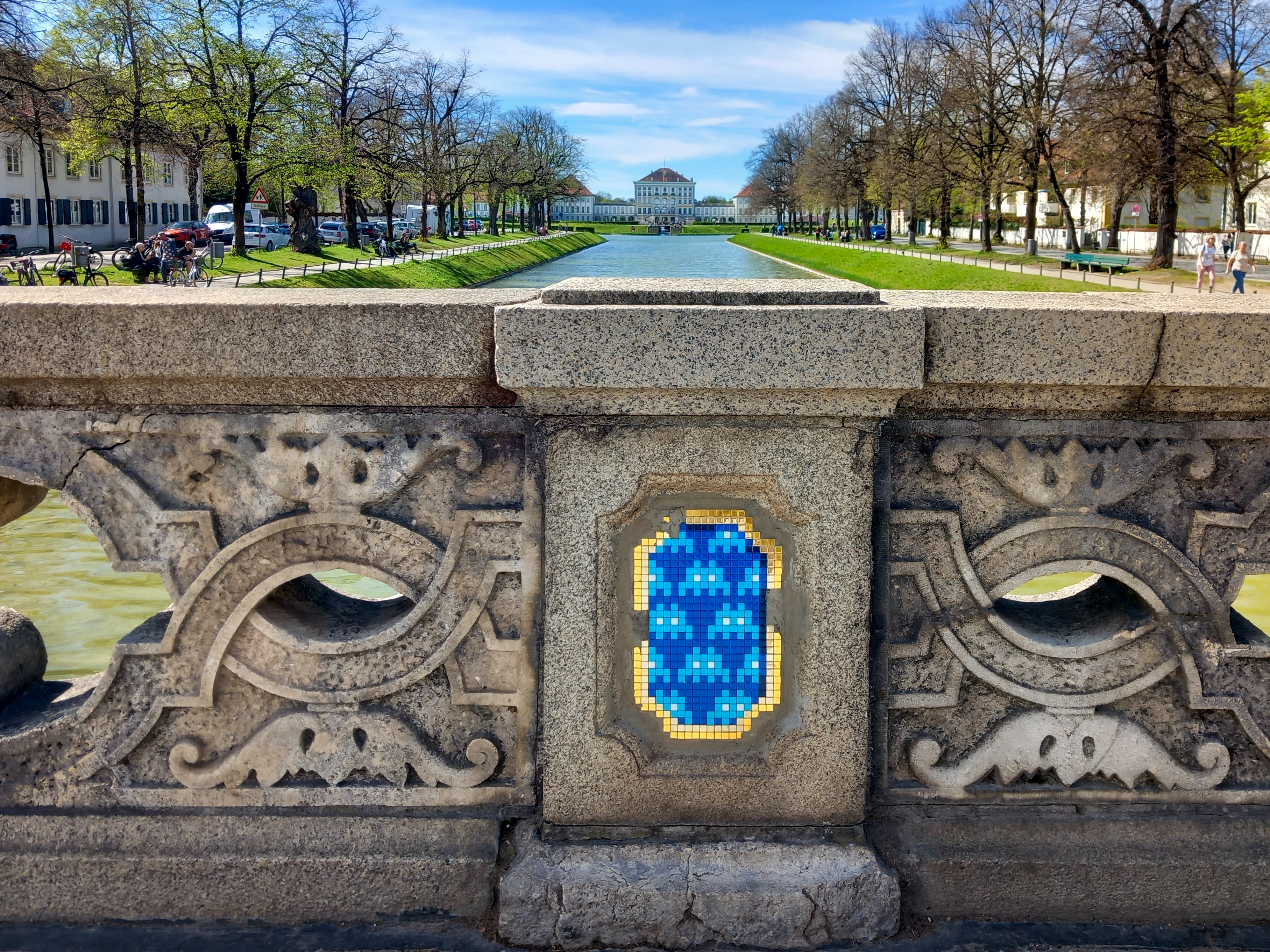
München, vor dem Schloss Nymphenburg